# Claudia Plakolm
Claudia Plakolm (ur. 10 grudnia 1994 w Linzu) – austriacka polityk i samorządowiec, deputowana do Rady Narodowej, w latach 2021–2025 sekretarz stanu, a od 2025 minister w rządzie federalnym.

## Życiorys
Ukończyła szkołę średnią w rodzinnej miejscowości, w 2014 podjęła studia z edukacji ekonomicznej na Uniwersytecie Johannesa Keplera w Linzu. Zaangażowała się w działalność polityczną w ramach Austriackiej Partii Ludowej. W 2015 została radną gminy targowej Walding. W 2016 stanęła na czele chadeckiej młodzieżówki JVP w Górnej Austrii, a w 2021 została przewodniczącą federalnych struktur tej organizacji. W 2017 objęła mandat posłanki do Rady Narodowej XXVI kadencji, z powodzeniem ubiegała się o reelekcję w wyborach w 2019 i 2024.
W grudniu 2021 została powołana na funkcję sekretarza stanu w rządzie Karla Nehammera. W marcu 2025 objęła urząd ministra bez teki w utworzonym wówczas gabinecie Christiana Stockera. W kwietniu 2025 w wyniku zmian struktury resortów przeszła na stanowisko ministra do spraw Europy, integracji i rodziny.